# 성현 (종교)
성현(聖顯, hierophany)은 "거룩한 것이 나타남"을 의미하는 종교 용어이다. 이 단어는 그리스 형용사 hieros (Greek: ἱερός, 'sacred, holy', 거룩함)와 동사 phainein (φαίνειν, 'to reveal, to bring to light', 계시되다)의 합성어이다.

## 엘레아데
이 단어는 엘리아데의 작품에서 자주 사용되었다. 신의 나타남 즉 신현이라는 단어보다 이 성현을 선호하였다.
Eliade는 종교가 신성 (신, 신들, 신화적 조상 등)과 세속 사이의 날카로운 구별에 근거한다고 주장한다. Eliade에 따르면, 전통적 인간에게 신화는 "신성한 것들이 세상으로 침투", 로 즉 성현으로 묘사한다.
성현은 세상에 존재론적으로 발견된다고 한다. 이 견해에 따르면, 모든 것들은 진정한 현실을 갖기 위해 성현 현상이 확립 한 신성한 모델을 모방하거나 따를 필요가 있다. 사물은 "초월적인 현실에 참여하는 정도까지만 그들의 현실과 정체성을 획득한다."

## 같이 보기
- Darśana
- Hierophant
- 신성한 모독 적 이분법
- 신성화
- 엘리아데

## 추가 자료
- Francesco Diego Tosto, La letteratura e il sacro, 3 권. (2009-2011), Esi, Naples.